# Коколик
Коколик (англ. Kokolik River) — река на северо-западе штата Аляска, США.
Берёт начало в горах Де-Лонг (западная окраина хребта Брукса) и течёт преимущественно в северном и северо-западном направлениях. Впадает в лагуну Касегалук, отделённую от Чукотского моря группой барьерных островов. Устье реки находится в 1,6 км к востоку от населённого пункта Пойнт-Лей. Длина реки Коколик составляет 322 км.
Название реки означает на инуитских языках змеевик живородящий — растение из семейства гречишных, произрастающее в регионе.